# Paralopostega
Paralopostega là một chi bướm đêm thuộc họ Opostegidae.

## Các loài
- Paralopostega callosa (Swezey, 1921)
- Paralopostega dives (Walsingham, 1907)
- Paralopostega filiforma (Swezey, 1921)
- Paralopostega maculata (Walsingham, 1907)
- Paralopostega peleana (Swezey, 1921)
- Paralopostega serpentina (Swezey, 1921)